# Baseballfeld

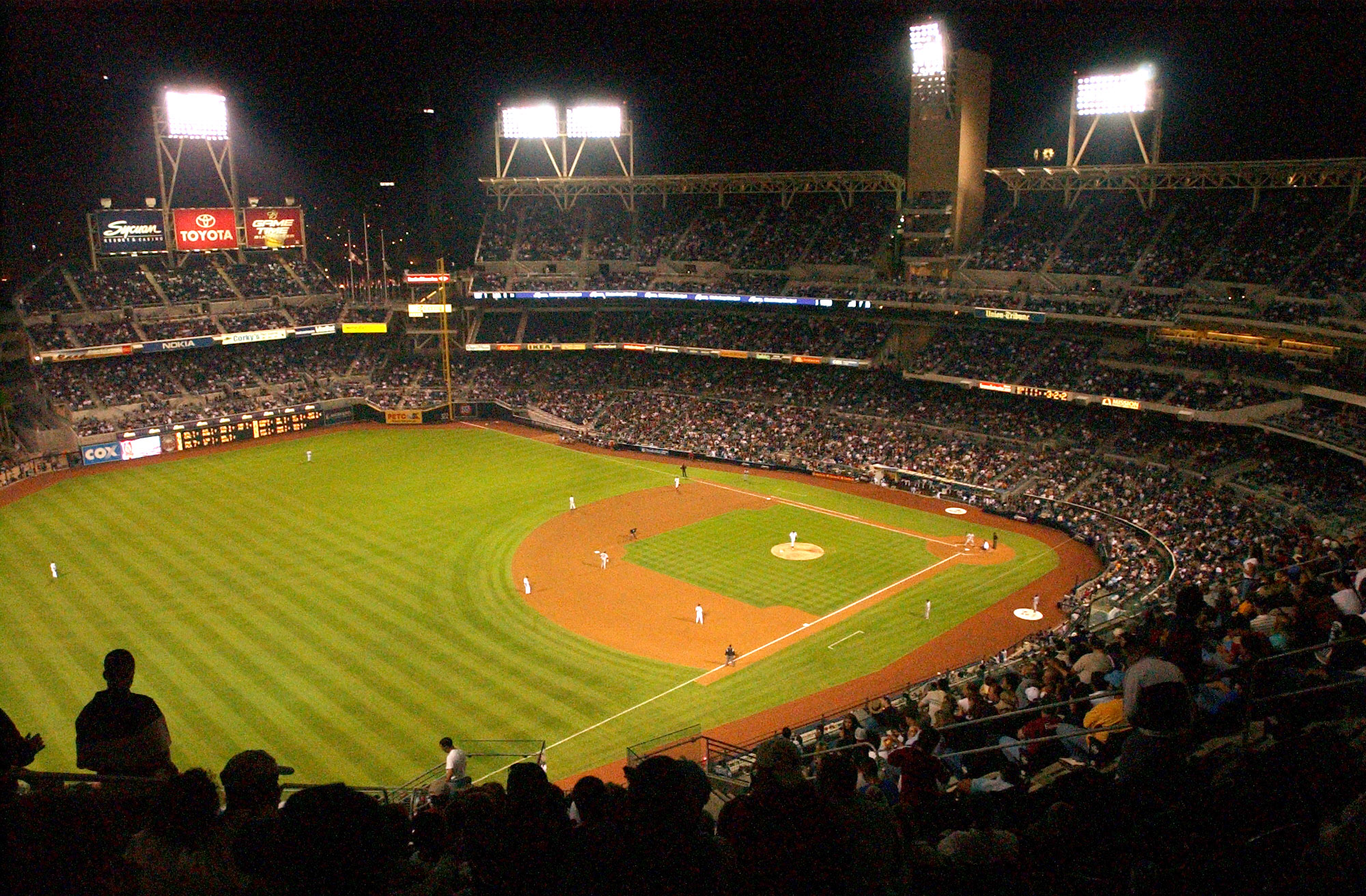
„Baseball Diamond“ der San Diego Padres im PETCO Park, von der Tribüne aufgenommen.

Das Baseballfeld oder baseball diamond ist das Feld, auf dem das Spiel Baseball gespielt wird.

## Übersicht

Baseballfeld

Die Stelle des Feldes, die den Ausgangspunkt für jeden Spielzug bildet und gleichzeitig die Endbase darstellt, ist die Home Plate, eine fünfseitige Gummiplatte. Links und Rechts von der Home Plate befindet sich je eine Batter’s box, also die Zone, in der der Batter steht, wenn er mit Schlagen des Balles an der Reihe ist.
Der Anfangspunkt des pfeilförmigen rechten Winkels der Home Plate ist eine der vier Ecken des 90-Feet-Quadrats, welches das Infield ausmacht. Die anderen drei Ecken werden durch Kissen, die sich leicht über dem Bodenniveau des Spielfeldes befinden, markiert. Diese Bases haben eine Seitenlänge von 15 Inches (38 cm) und bilden zusammen mit der Home Plate das Infield. Sie werden entgegen dem Uhrzeigersinn als First Base, Second Base, und Third Base bezeichnet.
Interessant ist, dass sich die Home Plate, die First Base und die Third Base komplett innerhalb des 90-feet-Quadrats befinden. Sie sind dort so platziert, dass der Schiedsrichter den Ball sofort „fair“ geben kann, falls er eines der Kissen (First und Third Base) berührt. Die Home Plate besitzt diese spezielle Form, damit es dem Hauptschiedsrichter leichter gemacht werden kann, zu entscheiden, ob der Ball über die Platte geworfen wurde oder nicht, also ob er in der Strike Zone war oder nicht.
Die Second Base, die sich im vollständig spielbaren Bereich befindet, ist so platziert, dass ihre Mitte genau auf dem Eckpunkt des 90 Foot Infields liegt. Damit ergibt sich eine Laufdistanz zwischen den Bases von weniger als 88 Feet, etwa 27 Meter.
Die Linien von der Home Plate zur Third Base und First Base werden bis zur Spielfeldbegrenzung verlängert, diese Linien nennt man Foul Lines. Die Foul Lines enden am Outfieldzaun und werden vertikal durch die Foul Poles weiter geführt. Den Teil des Spielfeldes, der zwischen den Foul Lines liegt, nennt man das Fair Territory; der restliche Bereich ist das Foul Territory. Den Bereich, der außerhalb des Infields liegt und der zum Fair Territory gehört, nennt man „Outfield“. Die meisten Baseballfelder haben einen Zaun, der das Outfield abschließt. Der Zaun ist normalerweise zwischen 300 und 410 Feet (90 bis 125 m) von der Home Plate entfernt. Zwischen dem Outfield und dem Zaun liegt der Warning Track, ein umlaufender Randstreifen, der den Outfieldern helfen soll, das Ende des Spielfeldes besser einschätzen zu können.

## Einzelheiten
Insgesamt gibt es 4 Bases. Neben der Homebase (Base 4) steht der Schlagmann mit dem Schläger.

### First Base
Die First Base oder 1B ist die erste Station auf dem Baseballfeld. Der Runner muss nach einem erfolgreich geschlagenen Ball versuchen, diese Base so schnell wie möglich zu erreichen, wobei es hier nicht wichtig ist, auf der Base zu bleiben; er muss sie nur erreichen, bevor der First Baseman den Ball hat und zugleich diese Base berührt. Auf der Defensivliste nimmt der First Baseman die Position 3 ein.

### Second Base
Die Second Base oder 2B ist die zweite Station auf dem Baseballfeld. Sie ist die zweite Station, die ein Runner berühren muss, um einen Punkt beim Baseball zu erzielen. Der Second Baseman und der Short Stop sind die Spieler, die dafür zuständig sind, die Second Base zu bewachen. Sie müssen schnell und geschickt mit den Händen sein, damit sie den Ball schnell weiterspielen können, um so mehrere Outs zu machen. Auf der Defensivliste der Spieler haben der Second Basemann die Nummer 4 und der Short Stop die Nummer 6.

### Third Base
Die Third Base oder 3B ist die dritte Station auf dem Baseballfeld. Der Third Baseman ist der Spieler, dessen Aufgabe es ist, den Bereich um seine Base zu verteidigen. Er ist die letzte Station, bevor die gegnerische Mannschaft einen Punkt machen kann. Auf der Defensivliste ist er die Nummer 5.

### Home Plate

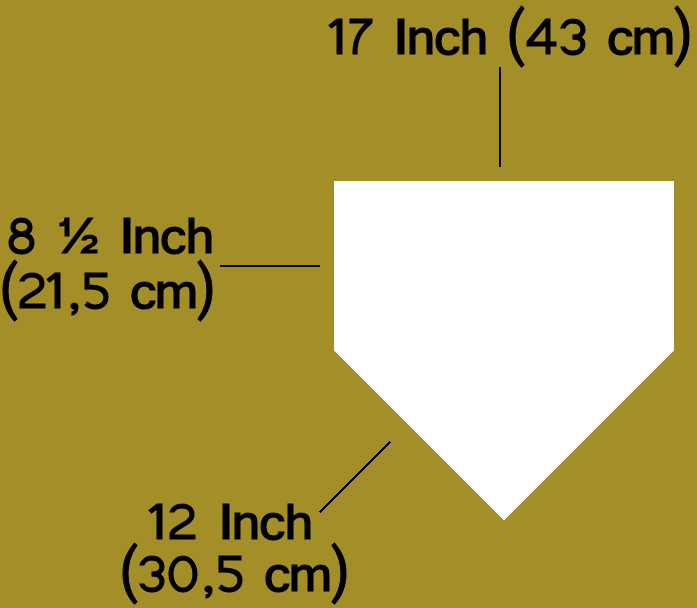
Abmessungen einer Home Plate

Im Baseball ist die Home Plate die Endbase, die ein Spieler berühren muss, um einen Punkt zu erzielen. Anders als die drei anderen Bases ist die Home Plate aus festem Gummi mit abgerundeten Ecken; sie ist kein Kissen, sondern flach, und befindet sich auf Bodenniveau. Die fünfseitige Home Plate hat eine Seitenlänge von 17 Inches (43,18 cm) an der Oberkante und 8 ½ Inches (21,5 cm) jeweils an den Seiten sowie je 12 Inches (30,5 cm), die die Spitze bilden.
Zu beiden Seiten der 8-½-Inch-Parallele befindet sich je eine Batter’s Box. Die Batter’s Box links von der Homeplate wird von mit rechts schlagenden Battern genutzt, und umgekehrt. Zudem ist die rechtwinklige Spitze der Homeplate der Ausgangspunkt für die Infield-Begrenzung. Die Verlängerung der 45°-Seiten in Richtung erster und dritter Base stellen zudem die Foul Lines dar.
Die Sitzplätze direkt hinter der Homeplate gelten traditionell als die begehrtesten in einem Stadion und sind auch entsprechend teuer.

### Pitcher’s Mound
In der Mitte des Infields befindet sich der „Pitcher’s Mound“. Dieser Hügel darf maximal zehn Inches (25 cm) hoch sein. Auf dem Hügel befindet sich eine weiße Gummiplatte, die man „Pitcher’s Plate“ oder einfach nur Rubber nennt. Sie hat eine Breite von sechs Inches (15 cm) und eine Länge von zwei Feet (61 cm). Sie befindet sich vom hinteren Punkt der Home Plate gemessen 60 Feet sechs Inches (18,39 m) davon entfernt. Hier steht der Pitcher.

### Baseline
Eine Baseline ist die direkte Verbindung zwischen zwei benachbarten Bases. Sie ist aber keine gezeichnete Linie (im Gegensatz zu den foul lines). Der basepath ist der Bereich in der Region um drei Feet (0,9 Meter) um die Baseline. Baserunners müssen nicht auf diesem Pfad rennen, so lange der Ball nicht im Spiel ist. Von dem Moment an, wo ein Tag versucht wird, ist die running baseline die direkte Verbindung von seiner derzeitigen Position zu der, die er erreichen möchte, der nächsten Base. Um einem Tag auszuweichen, darf er allerdings nicht weiter als drei Feet von der baseline entfernt stehen, da er ansonsten automatisch aus ist.

### Grass Line
Die „Grass Line“, die das Gras im Outfields beschreibt, hat keine besondere Bedeutung für das Spiel. Sie dient nur zur visuellen Unterscheidung und somit zur Unterstützung der Schiedsrichter.

### Warning Track
Der Warning Track (deutsch: Warnstreifen) ist der umlaufende Randstreifen eines Baseballfeldes zwischen dem Rasenfeld und der Wand bzw. dem Zaun der Spielfeldbegrenzung. Er dient dazu, dass ein Outfielder, der in Richtung Zaun läuft und dabei auf den von hinten anfliegenden Ball schaut, nicht ohne Vorwarnung gegen den Zaun prallt.

### Foul Pole

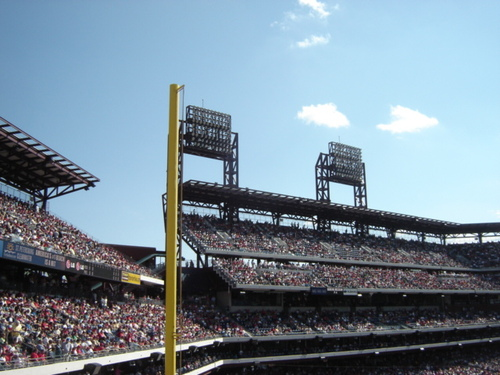
Foul Pole

Ein Foul Pole (Foul-Stange) hilft dem Umpire bei der Entscheidung, ob ein hoch geschlagener Ball out of play (aus dem Spiel) oder fair (in diesem Fall ein Home Run) ist. Die Stange ist eine vertikale Verlängerung des Punktes, an dem die Foullinie auf die seitliche Spielfeldbegrenzung trifft. Die Stange selbst gehört dabei zum Fair Territory, wird sie also bei einem Schlag getroffen, so ist der Ball ein Home Run.

### Backstop
Backstop ist die Bezeichnung der Begrenzung hinter der Home Plate. Der Backstop kann aus verschiedensten Materialien bestehen. Meist befindet sich dort ein Netz oder ein Zaun. Sinn des Backstop ist, Foul Balls oder Wild Pitches daran zu hindern, zu weit hinter das Spielfeld gelangen zu können.

### Batter’s Eye
In Profistadien mit Rundum-Bestuhlung wird ein kleiner Teil der Tribüne, hinter dem Outfieldzaun direkt gegenüber der Home Plate, ausgespart; dort befindet sich eine dunkle Fläche, etwa eine schwarze Wand, dunkle, beim Baseball leer bleibende Sitze, oder eine dunkelgrüne Hecke. Diese Fläche, Batter’s Eye (Auge des Schlagmanns) genannt, dient dazu, dass der Schlagmann den geworfenen weißen Ball vor einem dunklen Hintergrund klar erkennen kann und dieser nicht vor einer verschiedenfarbig gekleideten Zuschauermenge verschwimmt. In großen Stadien können sich jedoch durchaus oberhalb des Batter’s Eye noch Sitze befinden.

## Geschichte
Das Grundlayout des Spielfeldes hat sich seit den Original Knickerbocker Rules aus dem Jahre 1845 relativ wenig geändert. Die Entfernung zwischen den Bases hat sich seit damals nicht verändert und beträgt 90 Feet. Durch die Methode Versuch und Irrtum hat sich dies als die optimale Entfernung gezeigt, da 100 Feet zu sehr die Defensive und 80 Feet die Offensive begünstigten. Der Abstand zwischen Pitcher und Batter ist heute allerdings etwas größer als früher, und der Hügel, auf dem er steht, ist etwas niedriger. Eine andere Änderung war das Ersetzen der Home Base, die zunächst genau wie die anderen drei Bases aussah, durch eine flache Home Plate, die bei knappen Konfrontationen zwischen Catcher und Runner die Verletzungsgefahr verringert. Diese Änderungen fanden schon im späten 19. Jahrhundert statt, nach 1900 ist das Spielfeld praktisch gleich geblieben.

## Referenzen
- Official Rules of Major League Baseball
- The Baseball Encyclopedia, published by MacMillan
- Glory Fades Away, by Jerry Lansche